# Đồ Lại
Đồ Lại (tiếng Mãn: ᡨᡠᠯᠠᡳ, chuyển tả: Tulai, giản thể: 图赖; phồn thể: 圖賴; bính âm: Túlài, 1600 - 1646), Qua Nhĩ Giai thị, là một vị tướng nổi tiếng của Hậu Kim, đồng thời là một trong những khai quốc công thần trong thời kỳ đầu nhà Thanh. Ông tham gia rất nhiều trận đánh lớn của nhà Thanh gồm trận Đại Lăng Hà, trận Tùng Cẩm, trận Sơn Hải Quan, lại có công trong việc đánh hạ Đồng Quan, bắt giữ Nam Minh Hoằng Quang Đế và Long Vũ Đế.
Ông từng muốn lập Hào Cách làm hoàng đế, vì vậy sau khi ông chết, ông bị cắt lột bỏ toàn bộ tước vị. Sau khi Thuận Trị tự mình chấp chính đã truy thụy cho ông là Chiêu Huân (昭勋), lập bia ghi nhớ công lao. Về sau, Ung Chính Đế truy phong ông là Nhất đẳng Hùng Dũng công.

## Cuộc đời
Đồ Lại sinh vào năm Minh Vạn Lịch thứ 28 (1600). Ông là con trai thứ bảy của Phí Anh Đông - một trong năm trọng thần khai quốc của Hậu Kim. Ban đầu, ông được đãi vào Mãn Châu Tương Hoàng kỳ. Về sau. cùng với anh trai là Nạp Cái và em trai là Tô Hoàn Nhan đổi thành Chính Hoàng kỳ.
Năm Thiên Thông nguyên niên (1627), ông theo Hoàng Thái Cực phạt Minh, chiếm Ninh Viễn. 1 năm sau lại chinh phạt Sát Cáp Nhĩ.
Năm thứ 3 (1629), quân Hậu Kim tiếp tục tấn công quân Minh, áp sát kinh đô nhà Minh, Đại Đồng Tổng binh Mãn Quế đưa quân tới tiếp viện, đóng quân ở Đức Thắng môn, Đồ Lại đem quân tấn công đến, giết chết và làm bị thương vô số. Sau khi khải hoàn trở về, ông được thưởng thế chức Bị ngự.
Năm thứ 4 (1630), ông theo Bối lặc A Mẫn trấn thủ Vĩnh Bình, quân Minh chiếm lại được Loan Châu. A Mẫn liền phái Ba Đô Lễ đi tìm viện binh, bản thân thì bỏ thành Vĩnh Bình mà chạy, để Đồ Lại và Mai lặc Ngạch chân A Sơn cản phía sau. Quân Minh đuổi theo đến, Đồ Lại dùng 16 người bọc hậu, dốc sức chiến đấu và tiêu diệt toàn bộ quân Minh truy kích. Sau khi trở về, ông được thăng thế chức lên Du kích.
Năm thứ 5 (1631), Hoàng Thái Cực đem quân phạt Minh, phái Ba Nha Lạt Đạo Chương kinh Dương Thiện (杨善), Củng A Đại đóng quân bên ngoài hào, chờ địch vượt hào lập tức tấn công; lại phái Đồ Lại cùng với Nam Chử, Cáp Khắc Tát Cáp đem quân bảo vệ hai bên.
Tháng 8 cùng năm, trong trận Đại Lăng Hà, Đồ Lại vì coi thường tình hình mà tiến quân, Đa Đạc cũng theo đó mà tiến, cuối cùng ngã ngựa bị thương, Hoàng Thái Cực cực kỳ tức giận. Tháng 9, Đồ Lại lập công chuộc tội.
Năm thứ 7 (1633), ông tiếp tục theo đại quân vây công Lữ Thuận Khẩu.
Năm thứ 8 (1634), theo đại quân phạt Minh, lần lượt hạ Đại Đồng, Sóc Châu, Linh Châu, nhờ công lao mà ông được tiến thế chức lên Nhị đẳng.
Năm thứ 9 (1635), ông được phong làm Ba Nha Lạt Đạo Chương kinh, theo Đa Đạc phạt Minh. Đa Đạc vừa vào Quảng Ninh, liền lệnh cho Đồ Lại cùng Cố sơn Ngạch chân A Sơn mang theo 400 người làm quân tiên phong tiến vào Cẩm Châu, giết được Minh tướng Lưu Ứng Tuyển, đại phá quân Minh. Sau khi đại quân trở về, ông được ban thưởng rất nhiều.
Năm Sùng Đức thứ 2 (1637), ông được phong làm Nghị chính đại thần.
Năm thứ 3 (1638), Hoàng Thái Cực lệnh cho Duệ Thân vương Đa Nhĩ Cổn và Bối lặc Nhạc Thác chia quân tấn công nhà Minh. Đồ Lại là tiên phong của Nhạc Thác, vượt Tường Tử Lĩnh để vào biên cảnh, hạ 11 đài canh, đánh đến Sơn Đông. Tướng quân nhà Minh dùng 8 ngàn quân chống cự nhưng bị Đồ Lại đánh bại hoàn toàn. Minh triều Đại học sĩ Lưu Vũ Lượng bám đuôi quân Thanh đến Thông Châu, bị Đồ Lại và Cố sơn Ngạch chân Đàm Thái đánh lui, thuận thế sang bằng 4 thành. Nhờ quân công, ông được phong làm Tam đẳng Mai lặc Chương kinh.
Năm thứ 6 (1641), ông theo Trịnh Thân vương Tế Nhĩ Cáp Lãng phạt Minh, vây Cẩm Châu, vây khốn quân Tổ Đại Thọ. Ông trước sau đánh bại viện binh từ Hạnh Sơn, Tùng Sơn, lại đốc quân hạ hai thành Tháp Sơn và Hạnh Sơn, được tiến phong Nhất đẳng Mai lặc Chương kinh.
Năm thứ 8 (1643), ông tiếp tục theo đại quân phạt Minh có công, được phong làm Tam đẳng Ngang bang Chương kinh.
Năm Thuận Trị nguyên niên (1644), ông theo Đa Nhĩ Cổn đưa quân nhập quan, đánh bại Bộ tướng của Lý Tự Thành là Đường Thông. Tiếp tục cùng Định Quốc Đại tướng quân Đa Đạc đánh hạ Đồng Quan.
Năm thứ 2 (1645), ông lại theo Đa Đạc chiếm được Dương Châu, giết Sử Khả Pháp. Sau khi Nam Kinh sụp đổ, Đồ Lại bắt được Hoằng Quang Đế của Nam Minh.
Năm thứ 3 (1646), ông cùng Bác Lạc xâm lược phía nam Phúc Kiến, bắt được Nam Minh Long Vũ Đế. Không lâu sau, ông qua đời trong quân ở Kim Hoa, Chiết Giang.
Sau khi ông qua đời, con trai ông là Huy Tắc được tập tước. Bối tử Truân Tề tố giác Đồ Lại từng có âm mưu lập Hào Cách, Huy Tắc bị đoạt tước.
Năm thứ 8 (1651), Thuận Trị Đế thân chính, xem xét công lao của Đồ Lại, mệnh đưa ông vào phối hưởng trong Thái miếu, truy thụy "Chiêu Huân" (昭勋), lập bia ghi nhớ công lao. Con trai là Huy Tắc lại một lần nữa được tập tước.
Năm Ung Chính thứ 9 (1631), Ung Chính Đế truy phong ông là Nhất đẳng Hùng Dũng công.

## Gia quyến
- Cha: Phí Anh Đông, 1 trong 5 Khai quốc công thần của Hậu Kim
- Con trai: Huy Tắc (辉塞, ? - 1651), tập tước.

### Nhất đẳng Hùng Dũng công thế hệ
1. Đồ Lại
2. Huy Tắc (辉塞, ? - 1651), con trai Đồ Lại. Năm 1647 tập tước, cưới Hương quân - con gái thứ 10 của Thanh Thái Tông Hoàng Thái Cực. Bị Đa Nhĩ Cổn hãm hại đoạt tước. Năm 1652 được giải tội, truy phục tước vị.
3. Pha Nhĩ Bồn (颇尔盆), em trai Huy Tắc. Năm 1652 tập tước.
4. Vĩnh Khiêm (永谦), con trai Pha Nhĩ Bồn. Năm 1712 tập tước.
5. Cảnh Huệ (景惠), con trai Vĩnh Khiêm. Năm 1762 tập tước.
6. Cảnh Hằng (景恒), em trai Cảnh Huệ. Năm 1784 tập tước.
7. Anh Hải (英海), con trai Cảnh Hằng. Năm 1805 tập tước.
8. Lộc Hiền (禄贤), con trai Anh Hải. Năm 1814 tập tước.
9. Phục Xương (复昌), con nuôi Lộc Hiền. Năm 1830 tập tước.
10. Phù Trân (符珍), con trai Phục Xương. Năm 1857 tập tước. Cưới Vinh An Cố Luân Công chúa - con gái của Hàm Phong Đế.
11. Tùng Niên (松年), con trai Phù Trân. Năm 1910 tập tước.